# Közellátásügyi Minisztérium
A Közellátásügyi MInisztérium a  Magyar Köztársaság egyik minisztériuma volt 1945 - 1947 folyamán. Élén a közellátásügyi miniszter állt. Közvetlen utódja az Országos Közellátási Hivatal volt.

## Története
Az első közellátásügyi miniszter Faragho Gábor volt. Őt Rónai Sándor követte 1945. július 21. és 1945. november 15. között.  Utódja Bárányos Károly volt 1945. november 15. – 1946. november 20. között. Őt  Erőss János követte az első Dinnyés-kormányban, 1947. május 31.	és 1947. szeptember 24. között. 
A Közellátási Minisztériumot az 1947. évi XXXV. törvénycikk   1947. december 31-ével megszűntette; a legutolsó közellátásügyi miniszter  Szabó Árpád volt, 1947. szeptember 24. és 1947. december 31. között. 	
A minisztereket  a Független Kisgazdapárt delegálta.

### Az Országos Közellátási Hivatal
A Közellátásügyi Minisztérium helyébe 1948. január 1-jétől a földművelésügyi miniszter irányítása alát tartozó Országos Közellátási Hivatal lépett. A hivatal feladata volt a beszolgáltatási hálózat megszervezése, a hálózat irányítása, valamint 1948-tól az élelmiszeripari igazgatóságok irányítása. 
A hivatal ügyköreit 1949-ben a Belkereskedelmi, illetve a Könnyűipari Minisztérium között osztották meg. 